# Billy Maxted
William George Maxted (Racine (Wisconsin), 21 januari 1917 - Fort Lauderdale, 11 oktober 2001) was een Amerikaanse jazz-pianist en arrangeur.
Maxted studeerde aan Juilliard School (1937-1940), daarnaast speelde hij met onder andere Ben Pollack, Red Nichols (waarvoor hij speelde en arrangeerde, 1937 tot 1940) en Teddy Powell. Van 1941 tot 1942 was hij lid van de bigband van Will Bradley. Na zijn tijd bij de marine leidde hij vanaf 1945 een dixieland-band in New York, de Manhattan Jazz Group. Hij arrangeerde voor Benny Goodman en Claude Thornhill en leidde in 1947-1948 een band met Ray Eberle. In de jaren vijftig speelde hij onder meer met Bobby Hackett, Phil Napoleon, Billy Butterfield en Pee Wee Erwin in New York, waar hij tevens eigen combo's had. In dat decennium was hij huispianist bij "Nick's" in Greenwich Village. Maxted heeft meerdere platen als leider opgenomen, voor kleine labels en (wat meer commercieel werk) Liberty.

## Discografie
- Plays Hi-Fi Keyboard, Cadence Records, 1955
- Jazz at Nick's, Cadence, 1955
- Dixieland Manhattan Style, Cadence, 1955
- Bourbon St. Billy and the Blues, Seeco, 1959 ('Albumpick' Allmusic.com)
- The Art of Jazz, Seeco, 1959
- SwingaBillyty, K&H Records, 1961
- need It Be Named?, 1962
- The Big Swingers, K&H, 1963
- Maxted Makes It!!, Liberty, 1966
- Satin Doll, Liberty, 1967